# Eburia schusteri
Eburia schusteri es una especie de escarabajo longicornio del género Eburia, tribu Eburiini, familia Cerambycidae. Fue descrita científicamente por Giesbert en 1993.
Se distribuye por Guatemala, Honduras, México y Nicaragua.

## Descripción
La especie mide 14,5-21,6 milímetros de longitud. El período de vuelo ocurre en los meses de junio y julio.